# Papigno
Papigno è una frazione del comune di Terni (TR).
Il paese si trova su un piccolo rilievo, all'altezza di 227 m s.l.m., e controlla due tra le vie più importanti del territorio ternano: la strada Valnerina e la via Curia (che porta a Rieti). La frazione è popolata da 449 abitanti (dati Istat, 2001).

## Storia
Nel 1220 il paese apparteneva alla famiglia degli Arroni che lo cedette in pegno al comune di Terni, il quale lo acquistò definitivamente nel 1225. Per tutto il Medioevo e Rinascimento Papigno fu una rocca difensiva strategica nel contado del comune di Terni.
L'attuale aspetto è riconducibile alla fase di crescita medievale, sviluppatasi secondo linee parallele alla direzione di penetrazione del paese, ed al terremoto del 1785, che lo distrusse in gran parte e ne causò la ricostruzione in stile ottocentesco. Vi nacque il cappuccino frate Michele da Papigno che scrisse la vita della clarissa serva di Dio suor Maria Lanceata Morelli pubblicata a Macerata nel 1784.
Nei suoi pressi, nel dicembre 1798, il generale francese Lemoine vi sconfisse i napoletani, comandati localmente dal colonnello Sanfilippo e sotto il comando supremo del generale Mack, molto superiori di numero (Battaglia di Terni).
Comune autonomo facente parte fino al 1927 della provincia di Perugia, fu accorpato nello stesso anno dall'attuale comune.

## Economia e manifestazioni
La storia recente di Papigno è legata a quella della Società Italiana per il Carburo di Calcio, che impiantò qui uno stabilimento agli inizi del XX secolo; infatti, la presenza di una notevole forza idromotrice (l'acqua delle vicine cascate delle Marmore) ha permesso la costruzione di centrali elettriche e di aziende che potessero sfruttare questa risorsa. Come conseguenza, il pesante inquinamento da fumi e polveri ha modificato l'aspetto del territorio circostante.
Divenuta ben presto tra le aziende più importanti al mondo per la produzione di carburo di calcio e calciocianamide, nel 1922 venne assorbita dalla Società Terni.
Dopo la chiusura degli stabilimenti, varie soluzioni sono state proposte per l'utilizzo degli spazi lasciati liberi.
La più famosa tra queste è quella degli studi cinematografici (Umbria Studios) appartenenti a Cinecittà Studios, che sono stati utilizzati tra l'altro da Roberto Benigni per le riprese dei film La vita è bella (premio Oscar nel 1997) e Pinocchio.

## Infrastrutture e trasporti
Attraversata dalla strada statale 209 "Valnerina", Papigno era servita, nel periodo compreso tra il 1901 e il 1960, dalla tranvia Terni-Ferentillo, un'infrastruttura nata per agevolare il trasporto delle merci e delle persone lungo la valle della Nera che, promossa dalla medesima società che possedeva lo stabilimento per la produzione di carburo, risultò determinante ai tempi dell'industrializzazione della stessa.

## Monumenti e luoghi d'arte
- Chiesa della Santissima Annunziata, sorta nel 1276 e modificata nel 1439, nella quale è una Madonna del Rosario attribuita ad Ascensidonio Spacca[6] e una pala con la Strage degli Innocenti di Calisto Calisti[7].
- Oratorio di Sant'Antonio
- Palazzo del Municipio (XIX secolo)
- Torre di piazza Di Giuli (XIX secolo)
- Ponte del Toro, di epoca romana
- Villa Graziani Pressio, nella quale soggiornò per un breve periodo Lord Byron (primi decenni dell'Ottocento)
- Cimitero di Papigno

## Sport
- Rafting

### Associazioni sportive
- GRS Papigno (Seconda Categoria)